# Lauro António
Lauro António de Carvalho Torres Corado ComIH (Lisboa, 18 de agosto de 1942 — Lisboa, 3 de fevereiro de 2022), conhecido simplesmente como Lauro António, foi um cineasta português.

## Biografia
Nasceu a 18 de Agosto de 1942, em Lisboa. Filho de Lauro da Silva Corado, pintor e professor, e de sua mulher Maria Helena Martins de Carvalho da Costa Torres. Licenciado em História pela Faculdade de Letras da Universidade de Lisboa em 1967.
Foi membro do Cine-Clube Universitário de Lisboa e, mais tarde, dirigente cineclubista Cine Clube Universitário de Lisboa e do ABC Cine Clube de Lisboa. Director de programação das salas de cinemas de arte e ensaio Estúdio Apolo 70 (entre 1969 e 1985); Caleidoscópio (l973-l975) e Foco, no Porto (l972-l974) e festivais de cinema como Festival Internacional de Lisboa, 1966; Festroia, 1989; FACE, 1990; Festival Escolar de Vídeo (1993-1996), Forum Açoriano de Cinema, 1998/1999), Festival “O Castelo em Imagens” (Portel – 2003-2017), Festival Internacional de Portalegre (1988 - 1990), FestiViana (Viana do Castelo - desde 1990), Cine'Eco (Seia 1995-2010), Famafest (Cinema e Literatura - Famalicão 1999-2010).
Realizou em cinema as longas-metragens "Manhã Submersa" estreado no Festival de Cannes (que também teve uma versão em série de televisão para a RTP) e "O Vestido Cor de Fogo" e as curtas "Prefácio a Vergílio Ferreira", "O Zé Povinho na Revolução", "Bonecos de Estremoz", "Vamos ao Nimas" para televisão, a série "Histórias de Mulheres" com os filmes "A Bela e a Rosa", "Mãe Genoveva", "Paisagem Sem Barcos" e "Casino Oceano" e também "A Paródia", "Novo Elucidário Madeirense", "Conto de Natal", "José Viana, 50 Anos de Carreira", "Maria Sobral Mendonça", "Humberto Delgado: Obviamente, Demito-o!" ou "Cantando Espalharei…".
Foi presença em centenas de Festivais e Semanas de Cinema Português e recebeu diversos prémios, nacionais e internacionais, tendo tido os seus filmes vendidos para circuitos comerciais e televisões de dezenas de países – Europa, EUA, Ásia, África e América Latina. Sendo "Manhã Submersa" um filme de referência tanto nacional como internacionalmente.
Como crítico e ensaísta de cinema tem mais de cinco dezenas de obras publicadas, entre elas: "O Cinema Entre Nós"; "Cinema e Censura em Portugal"; "Horror Film Show – O Cinema Fantástico nos Anos70", "Jacques Tourneur"; "David Cronenberg"; "Figueira da Foz – 10 Anos de Festival"; "Anuário Vídeo" dos anos de 86, 87, 90; "Cinema e Comunicação Social"; "Lauro António Apresenta..", "Vergílio Ferreira, A Serra e o Cinema", "José Viana, 50 Anos de Carreira", "A Memória das Sombras", "O Ensino, o Cinema e o Audiovisual", entre dezenas de outros.
Director de diversas publicações de cinema e vídeo como "Enquadramento", "Isto é Espectáculo", "Isto é Cinema" ou "Vídeo Som". Tem exercido regularmente a crítica cinematográfica em numerosas publicações, destacando-se a sua colaboração no "Diário de Lisboa" (1967-1975), "Opção" (1977-1978), "Diário de Notícias" (1976-198), "Mais", "A Capital", "Diário Popular", "Diário de Lisboa" (2ª fase), "O Comércio do Porto", "A Bola", "Jornal do Fundão", "Jornal do Sporting", "revista História", "Jornal I", etc. 
Autor de vários programas de cinema na rádio na RDP, Rádio Comercial, Rádio Clube Português, Rádio Geste, Antena 2, etc. 
Autor e encenador de teatro "Três Peças em Um Acto", "A Encenação", "Florbela", etc. 
Coordenador do grupo “Cinema e Audiovisual”, do Ministério da Educação, durante o período do ministério do Eng. Roberto Carneiro, encarregue de integrar esta disciplina no sistema de ensino português (entre 1990-93).
Membro de Júri de diversos Festivais de Cinema, em Portugal e no Estrangeiro (Cine de Humor de La Coruña; Santarém; Figueira da Foz; Fantasporto; Tomar; Valladolid; Festróia; Avanca; Festivideo; Budapeste (Prémio da Crítica Internacional); Cinanima, Aveiro, FIPA, Biarritz, FICA (Goias, Brasil), Ourense (Espanha), Turim (Cinemambiente, 2007), “Black & White”, Caminhos do Cinema Português, Montpellier, etc.
Professor adjunto reformado no Curso de Tecnologias de Comunicação Audiovisual, do Instituto Politécnico do Porto. Professor de cinema e audiovisual (IADE, ISCEM, Universidade Nova de Lisboa, Cine Forum do Funchal, Universidade Moderna (I@T), etc). 
Dirigiu diversos ciclos e sessões de cinema numa actividade de divulgação cinematográfica em espaços como Forum Académico de Cinema do Porto (no ISEP), das sessões de Cine Clube, da Biblioteca Museu da República e Resistência e das sessões "The Wonderfull- Cinematógrafo", São Luiz. Organizou sessões na Biblioteca Almeida Garrett, no Porto: Invicta Filmes (2010-2012). "Masterclass" (Auditório Municipal de César Batalha, Oeiras) (por exemplo: "Os Cinemas da Europa"” (2011); "A Época de Ouro do Cinema Americano – 1940-1960"  (2012); "A Época de Ouro do Cinema Italiano" (2013); "O Melhor do Cinema Inglês (1935-2000)", etc) "Masterclass" (Auditório Municipal Luísa Todi, Setúbal): (por exemplo: "A Época de Ouro do Cinema Americano – 1940-1960" (2014); "A Época de Ouro do Cinema Italiano" (2015); "A Actriz, Arte e Sedução" (2016); "Grandes Comédias, Grandes Cómicos", etc). Organiza "Cinema na Reitoria" (início com o ciclo "Duas Crises em Confronto" (2013), "As Teias da Lei" (2014), “"mérica, América, para Onde Vais?" (2017) (Reitoria da Universidade de Lisboa); Masterclass sobre "Os Miseráveis no Cinema" (2013) (Instituto de Estudos Portugueses do Séc. XVIII e Biblioteca Museu República e Resistência); Masterclass” sobre "O Fado no Cinema", no Fest'Afilm, Montpellier, 2012. Masterclass sobre "O Neorrealismo Italiano", no Museu do Neorrealismo (Vila Franca de Xira, 2017).
Foi durante seis anos conselheiro da TVI – Canal 4 para a área do cinema e autor e apresentador do programa "Lauro António Apresenta...", título inspirado diretamente de "Alfred Hitchcock Apresenta...". Este programa e o seu autor foram parodiados por Herman José no sketch "Lauro Dérmio Aprsenta..." da série humorística "Herman Enciclopédia", com ênfase no seu Inglês falado.
Em 2010 comemorou 50 anos de carreira com uma homenagem, exposição e ciclo dedicado à sua obra no Teatro na Trindade. Em 2013 um espectáculo no Fórum Municipal Luísa Todi em Setúbal homenageou a sua carreira e obra.
Recebeu o Prémio Sophia Carreira (atribuído pela Academia Portuguesa de Cinema) em 2018, ano em que foi igualmente homenageado pelo Fantasporto.
A 27 de março de 2018, foi feito Comendador da Ordem do Infante D. Henrique.
Era pai do realizador / encenador Frederico Corado.
Morreu a 3 de fevereiro de 2022, aos 79 anos de idade, em sua casa.

## Filmografia
- Humberto Delgado: Obviamente Demito-o! (2009)[28][63]
- Maria Sobral Mendonça (2007)[27]
- José Viana, 50 anos de carreira (1998)[26]
- Conto de Natal - telefilme (1988)[64][25]
- A Paródia - série documental (1987)[65]
- O Vestido Cor de Fogo (1986)
- A Bela e a Rosa - telefilme (1983)
- Casino Oceano - telefilme (1983)
- Mãe Genoveva - telefilme (1983)
- Paisagem Sem Barcos - telefilme (1983)
- Manhã Submersa (1980)
- O Zé-Povinho na Revolução - curta-metragem (1978)[17]
- Bonecos de Estremoz - curta-metragem (1978)[18]
- Vamos ao Nimas - curta-metragem (1975)[19]
- Prefácio a Vergílio Ferreira - curta-metragem (1975)[16]

## Obras publicadas
- 1967 - O Cinema Entre Nós (edição Cronos)
- 1967 - O Cinema em Portugal Visto Através dos Números (in Almanaque O SÉCULO)
- 1968 - O Cinema Entre Nós (Um Ano de Crítica) (Edição Publicações Dom Quixote)
- 1974 - Introdução ao Cinema Húngaro (edição Apolo 7O);
- 1974 - USA-Novos Realizadores-I (George Lucas; Paul Newman; Georges Roy Hill Peter Bogdanovich) (Edição Monografias Apolo 7O)
- 1975 - Para uma leitura do filme "Cântico Final"(in 4ª edição de "Cântico Final", de Vergílio Ferreira-Edição Arcádia)
- 1975 - Elementos Para a História do Cinema Cubano (edição Apolo 7O)
- 1977 - Cinema e Censura em Portugal (l926-l974) (edição Arcádia)
- 1982 - Figueira da Foz - Dez Anos de Cinema em Festival (edição da Câmara da Figueira da Foz)
- 1983 - Horror Film Show (O Cinema Fantástico nos Anos 70) (edição Fantasporto)-2 volumes
- 1984 - Jacques Tourneur: Entre a Luz e as Trevas (edição Fantasporto)
- 1986 - Anuário de Video, Cinema e Televisão (edição Sete)
- 1986 - Anuário de Video, Cinema e Televisão (edição Sete)
- 1987 - Anuário de Video, Cinema e Televisão (edição Sete)
- 1988 - David Cronenberg: As Metamorfoses Modernas (edição Fantasporto)
- 1990 - Anuário Video-1990 (Edição Video Som)
- 1991 - Cinema e Comunicação Social (Edição III Festival de Portalegre)
- 1994 - Lauro António Apresenta (edição Asa)[66]
- 1996 - Vergílio Ferreira, A Serra e o Cinema (Ed. Cine Eco 1995)
- 1998 - A Memória das Sombras - Escritos sobre Cinema e Audiovisual (edição Campo das Letras. Col. Campo de Cinema)[67]
- 1998 - O Ensino, O Cinema e o Audiovisual, publicação de Comunicações do I Encontro Nacional “O Ensino do Audiovisual, O Audiovisual no Ensino”, coordenação (Edição Porto Editora)
- 1999 – E Depois de Abril, Tá-se bem? (A Juventude em Portugal e no Mundo, depois de Abril de 1974). Textos de apoio a Ciclo de Cinema no Forum Lisboa. Ed. Forum Lisboa/B.Museu da Répública e da Resistência
- 2001 - Cinema e Censura em Portugal (l926-l974) (Red. Refundida - Ed. Biblioteca Museu da República e Resistência)
- 2001 - Citizen Kane (guião) Notas – Ed. Famafest, CEEA e Costa do Castelo
- 2001 - O Vestido Cor de Fogo (guião) Notas – Ed. Famafest, CEEA e Costa do Castelo[68]
- 2001 - Educação Ambiental/ O Audiovisual no Ensino – Col. Cine Eco, nº 2 , Ed. Cine Eco, IPAMB[69]
- 2001 - Teatro Politeama – Col. Lisboa Porta a Porta, Ed. Câmara Municipal de Lisboa
- 2002 - Teatro S. Luiz - Col. Lisboa Porta a Porta, Ed. Câmara Municipal de Lisboa
- 2002 - John Carpenter – Col. Cine Clube; Nº 1; Ed. Biblioteca Museu República e Resistência
- 2002 - Portugal, Anos 60 - Col. Cine Clube; Nº 2; Ed. Biblioteca Museu República e Resistência
- 2002 - Deficiência e Reabilitação no Cinema – Ed. Instituto Português de Oncologia do Porto[70]
- 2002 – Orson Welles – Col. Cine Clube; Nº 3; Ed. Biblioteca Museu República e Resistência
- 2002 – O Planeta dos Macacos – Col. Cine Clube; Nº4; Ed. Biblioteca Museu República e Resistência
- 2002 – Stanley Kubrick – Col. Cine Clube; Nº 5; Ed. Biblioteca Museu República e Resistência
- 2002 - Universal Pictures – Col. Cine Clube; Nº13 Ed. Biblioteca Museu República e Resistência[71]
- 2003 – Woody Allen – Col. Cine Clube; Nº 6; Ed. Biblioteca Museu República e Resistência
- 2003 – Camacho Costa – Col. Cine Clube; Nº 7; Ed. Biblioteca Museu República e Resistência[72]
- 2003 – Sam Raimi – Col. Cine Clube; Nº 8; Ed. Biblioteca Museu República e Resistência[73]
- 2003 - Deficiência e Reabilitação no Cinema II – Ed. Instituto Português de Oncologia do Porto
- 2003 – A Guerra no Cinema – Col. Cine Clube; Nº 9; Ed. Biblioteca Museu República e Resistência[74]
- 2003 – David Fincher – Col. Cine Clube; Nº 10; Ed. Biblioteca Museu República e Resistência[75]
- 2003 – Jean-Pierre Jeunet – Col. Cine Clube; Nº 11; Ed. Biblioteca Museu República e Resistência[76]
- 2003 - Alexandro Amenábar – Col. Cine Clube; Nº 12; Ed. Biblioteca Museu República e Resistência[77]
- 2004 - Elia Kazan – Col. Cine Clube; Nº 14; Ed. Biblioteca Museu República e Resistência[78]
- 2004 - 25 de Abril – 30 Anos Depois – Col. Cine Clube; Nº 16; Ed. Biblioteca Museu República e Resistência
- 2004 – Tim Burton – Col. Cine Clube; Nº 15; Ed. Biblioteca Museu República e Resistência[79]
- 2004 – Marilyn Monroe – Col. Cine Clube; Nº 17; Ed. Biblioteca Museu República e Resistência[80]
- 2004 – Peter Weir – Col. Cine Clube; Nº 18; Ed. Biblioteca Museu República e Resistência[81]
- 2004 – A Pantera Cor-de-Rosa - Col. Cine Clube; Nº 19; Ed. Biblioteca Museu República e Resistência[82]
- 2004 - O Natal no Cinema - Col. Cine Clube; Nº 20; Ed. Biblioteca Museu República e Resistência
- 2005 – Drácula em Lisboa (guião de um filme nunca rodado), in “CONTOS FANTÁSTICOS”, Ed. Fantasporto. Preambulo edições
- 2005 – Marlon Brando - Col. Cine Clube; Nº 21; Ed. Biblioteca Museu República e Resistência[83]
- 2005 – Visões de Cristo no Cinema - Col. Cine Clube; Nº 22; Ed. Biblioteca Museu República e Resistência[84]
- 2005 – Visões da Juventude no Cinema Português Contemporâneo – Ed. VII Festival Internacional de Cinema e Vídeo Ambiental. Goiás, Brasil
- 2005 – II Guerra Mundial no Cinema - Col. Cine Clube; Nº 23; Ed. Biblioteca Museu República e Resistência. (não publicado)
- 2005 – D. W. Griffith e o Nascimento da Linguagem Cinematográfica - Col. Cine Clube; Nº 24; Ed. Biblioteca Museu República e Resistência[85][86]
- 2005 – Col. Centro de Estudos Cinematográficos, nº 1 – Stanley Kubrick, Ed. Centro das Artes Casa das Mudas, Calheta, Madeira[87]
- 2005 – Col. Centro de Estudos Cinematográficos, nº 2 – Tim Burton, Ed. Centro das Artes Casa das Mudas, Calheta, Madeira
- 2005 – Col. Centro de Estudos Cinematográficos, nº 3 – O Natal no Cinema, Ed. Centro das Artes Casa das Mudas, Calheta, Madeira[88]
- 2005 – Col. Centro de Estudos Cinematográficos, nº 4 – D. W. Griffith e o Nascimento da Linguagem Cinematográfica, Ed. Centro das Artes Casa das Mudas, Calheta, Madeira[89]
- 2005 – Col. Centro de Estudos Cinematográficos, nº 5 –  A Pantera Cor-de-Rosa, Ed. Centro das Artes Casa das Mudas, Calheta, Madeira
- 2005 – Jacques Tourneur - Col. Cine Clube; Nº 25; Ed. Biblioteca Museu República e Resistência[90]
- 2005 – A Fábrica dos Sonhos - Col. Cine Clube; Nº 26; Ed. Biblioteca Museu República e Resistência[91]
- 2005 - A Linguagem Cinematográfica, tradução com Maria Eduarda Colares do livro de Marcel Martin, Ed. Dinalivro[92]
- 2006 – M. Night Shyamalan - Col. Cine Clube; Nº 27; Ed. Biblioteca Museu República e Resistência
- 2006 – Irmãos Marx - Col. Cine Clube; Nº 28; Ed. Biblioteca Museu República e Resistência[93]
- 2006 – Filmes Com História - Col. Cine Clube; Nº 29; Ed. Biblioteca Museu República e Resistência (Não publicado)
- 2006 - 25 de AbBril e o Cinema Português, Ed. C.M. Santarém[94]
- 2008 – Zhang Yimou - Col. CineOriente; Nº 1; Ed. Instituto Confúcio, Universidade do Minho[95]
- 2010 – Charlotte Rampling, Ed. Festival de Teatro de Almada
- 2010 – Temas de Cinema: D. W. Griffith, Orson Welles e Stanley Kubrick. Ed. Dinalivro. Integrado nos ciclos Invicta Filmes[96]
- 2012 - Os Cinemas da Europa, Ed. C.M. Oeiras[97]
- 2014 - Cinema Americano (1930-1960), Ed. C.M. Oeiras[98]
- 2015 - A Idade de Ouro do Cinema Italiano, Ed. C.M. Oeiras[99]